# Iwama-dera

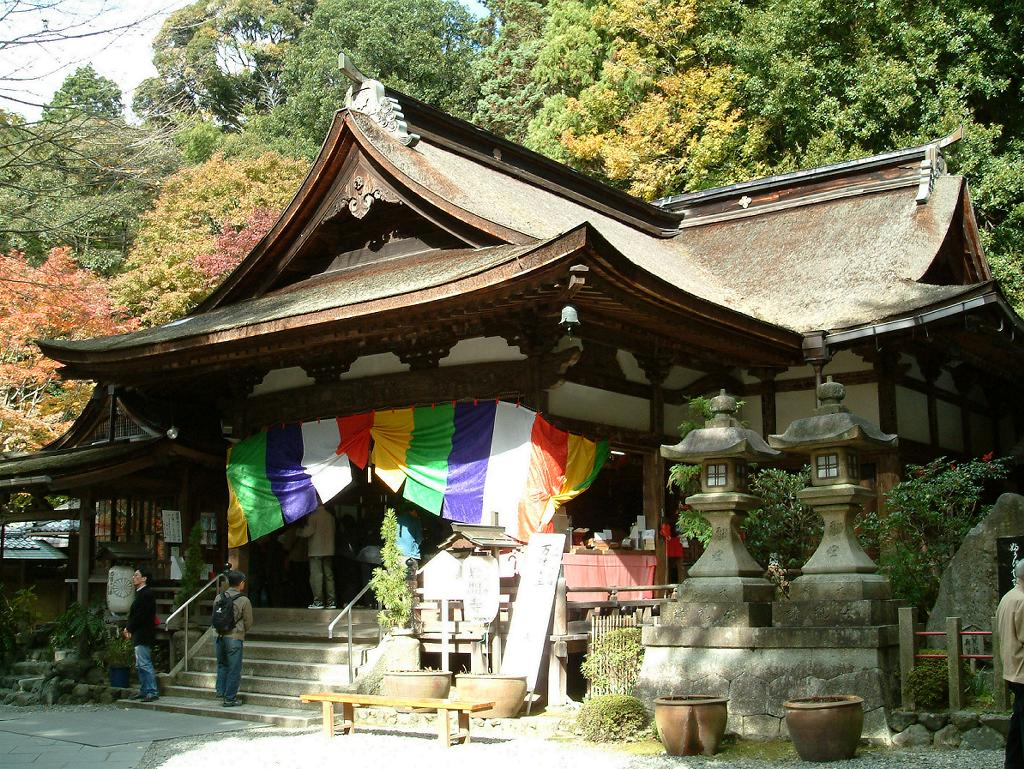
Haupthalle

Der Iwama-dera (japanisch 岩間寺), eigentlich Shōhō-ji (正法寺), mit dem Bergnamen Iwama-san (岩間山) ist ein Tempel des Daigo-Zweigs (醍醐派 Daigo-ha) der Shingon-Richtung des Buddhismus. Der Tempel befindet sich in Ōtsu (Präfektur Shiga), Japan, unterhalb des Iwama-Berges (Iwama-san). Er ist in der traditionellen Zählung der 12. Tempel des Saigoku-Pilgerwegs.

## Geschichte
Der Überlieferung nach wurde der Tempel im Jahr Yōrō 6 (722) auf Wunsch der Kaiserin Genshō von Priester Taichō (682–767) angelegt. Die Hauptkultfigur, eine tausendarmige Kannon (木造千手観音菩薩像 Mokuzo senju Kannon bosatsu-zō) soll Taichō aus einem Stück Katsura-Holz geschnitzt haben. Diese Kannon soll des Nachts umhereilen, um den Leidenden in der Hölle zu helfen. Und da sie dann morgens schweißgebadet zum Tempel zurückkehrt, wird sie auch die „Schwitzende Kannon“ (汗かき観音 Asekaki Kannon) genannt.
Hinter der Haupthalle folgt der Abt- und Mönchsbereich (A).

## Die Anlage

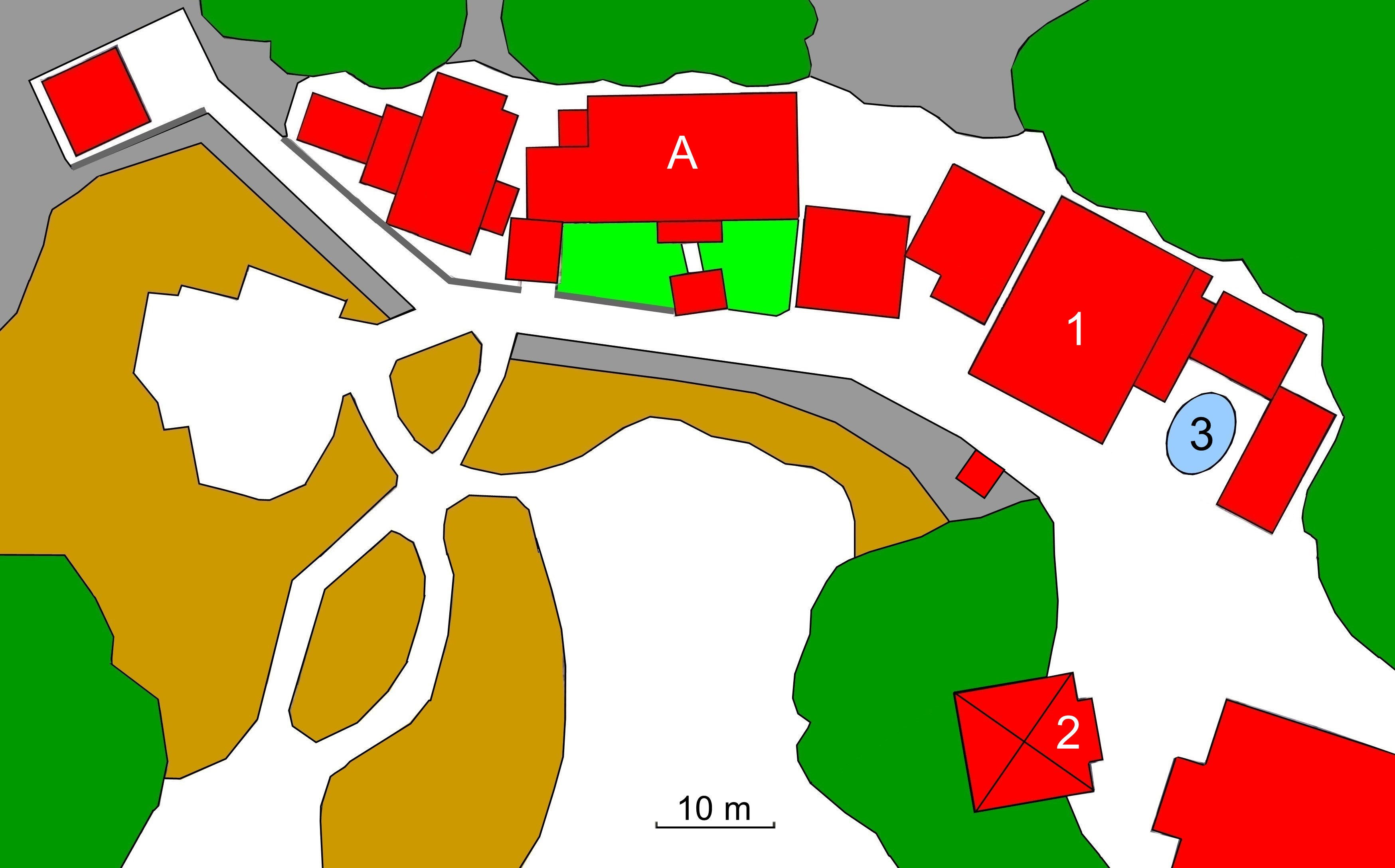
Plan des Tempels (s. Text)

Man gelangt zunächst zur Halle, die dem Tempelgründer gewidmet ist, zur Daishi-dō (大師堂; 2). Die Haupthalle (本堂 Hondō; 1) dahinter besitzt ein Kreuzdach. Rechts neben der Haupthalle gibt es den „Bashō-Teich“ (芭蕉の池 Bashōno ike; 3), der mit dem berühmte Vers über einen Frosch, der ins Wasser springt, verfasst vom Haiku-Dichter Matsuo Bashō, in Verbindung gebracht wird.

## Tempelschätze
Unter den Tempelschätzen befinden sich eine Jizō-Skulptur aus Holz aus der späten Heian-Zeit (木造地蔵菩薩立像 Mokuzō Jizō bosatsu ritsuzō) und der heilige Fudō mit zwei kindlichen Begleitern (木造不動明王二童子立像3躯 Mokuzō Fudō myōō futadōji ritsuzō sanku) aus der Kamakura-Zeit. Beide Objekte sind als Wichtiges Kulturgut Japans registriert.